# مارك شولتز (فنان قصص مصورة)
مارك شولتز (بالإنجليزية: Mark Schultz)‏ هو فنان قصص مصورة أمريكي، ولد في 7 يونيو 1955 في فيلادلفيا في الولايات المتحدة.

## وصلات خارجية
- مارك شولتز على موقع IMDb (الإنجليزية)
- مارك شولتز على موقع ميوزك برينز (الإنجليزية)